# Roy Montgomery
Roy Montgomery (Londra, 1959) è un chitarrista neozelandese.

## Biografia
Dedito fin dagli esordi alle sperimentazioni, fondò la sua prima band (i  Psychedeliks) da adolescente nel 1971. Nel 1980 fu il cofondatore dei Pin Group, trio post-punk il cui singolo di debutto (Ambivalence) fu la prima registrazione della Flying Nun, etichetta indie della città natale divenuta famosa tra gli appassionati. Due anni dopo fondò the Shallows.
Fondamentale fu il suo apporto al primo album dei Dadamah, This Is Not A Dream del 1992. Nel 1993 uscì il suo primo album da solista, Scenes from the South Island. Con l'amico chitarrista Chris Heaphy fondò quindi il duo Dissolve, che tra il 1995 e il 2003 pubblicò quattro album. Nel mentre collaborò a due album con i Bardo Pond: Well Oiled (registrato nel 1995 e distribuito nel 1997) e Under Glass, che uscirono sotto il nome di Hash Jar Tempo. Well Oiled in particolare è considerato dalla critica uno dei capolavori del rock psichedelico. Ha pubblicato diversi singoli con varie etichette di settore, come la Krunky e la Drunken Fish. I suoi lavori da solista sono perlopiù strumentali, con elementi di post-rock, Lo-Fi, folk e sperimentazione d'avanguardia.
Nel 2014 pubblicò R M H Q: Headquarters, quadruplo album considerato un capolavoro della musica d'avanguardia. Altrettanto imponente è il progetto in quattro episodi (uno per semestre) inaugurato nel 2021 con Island of Lost Souls, album dedicato a persone che hanno ispirato l'artista (Sam Shepard, Adrian Borland, Peter principle dei Tuxedomoon e Florian Fricke dei Popol Vuh).
Professionalmente si occupa di pianificazione ambientale presso la Lincoln University nella sua città natale.

## Discografia parziale

### Album
- 1995 - Scenes from the South Island
- 1995 - Goodbye (con i Flying Saucer Attack)
- 1996 - Temple IV
- 1998 - And Now the Rain Sounds Like Life Is Falling Through It
- 1999 - True (con Chris Heaphy)
- 1999 - 324 E. 13th Street#7
- 2000 - Allegory of Hearing
- 2001 - Silver Wheel of Prayer
- 2007 - Inroads: New and Collected Works
- 2016 - R M H Q: Headquarters
- 2021 - Island of Lost Souls